# Centro ceremonial indígena de Caguana
El Centro Ceremonial Indígena de Caguana se destaca como el yacimiento arqueológico restaurado más importante de Puerto Rico y unos de los más grandes del área antillana. Se encuentra localizado en el Barrio Caguana de Utuado, Puerto Rico, conocido antiguamente como Capá/Utuado. Este, junto a Lares, Adjuntas, Hatillo, Barranquitas, Orocovis y Jayuya, constituye la región montañosa del centro de la Isla, región de importantes vestigios arqueológicos indígenas. El parque indígena consta de diez bateyes rodeados por una variedad de piedras con petroglifos.

## Historia
El yacimiento fue descubierto como parte del trabajo de campo arqueológico y etnográfico llevado a cabo por el grupo de científicos del Scientific Survey of Puerto Rico and the Virgin Islands. Este importante estudio, de principios del siglo XX, auspiciado por importantes instituciones científicas norteamericanas, fue organizado y dirigido por el doctor Franz Boas, reconocido el fundador de la antropología norteamericana. El estudio tenía como propósito básico inventariar científicamente varios aspectos de la recién adquirida colonia. El sitio, conocido para los vecinos como «juegos de indios», «juego de bola» o «corrales de indios», fue visitado por vez primera por Boas y su grupo en 1915. En ese momento, el terreno estaba totalmente cubierto por arbustos y malezas que no permitían apreciar la extensión y monumentalidad del yacimiento. Luego de los estudios preliminares, se decidió excavar el yacimiento. Esta tarea fue realizada por los arqueólogos James Alden Mason y Roberto T. Aitken, quienes eran parte del equipo del inventario científico. El yacimiento localizado en la cercanía del río Tanamá, está a cincuenta metros de la carretera Núm. 111 de Utuado a Lares.
A través de los variados proyectos de excavación —Mason y Aitken (1915), Rouse (1938) y Alegría (1949 y 1956)— se destaca que el lugar es un yacimiento monumental del periodo taíno fechado aproximado de 1200 de nuestra era. El complejo de plazas rectangulares, y una circular y varias calzadas lo identifican como una importante villa con múltiples plazas y terrenos de danzas ceremoniales.
Para Alegría, el tipo de cerámica encontrada y su escasez, indican la limitada actividad de vida diaria por ser un importante centro ceremonial indígena para la celebración de los juegos de bolas y los areitos o areítos. Ambas actividades están ampliamente descritas, detalladas y en documentos de varios textos de los cronistas españoles de indias.
Con la fundación del Instituto de Cultura Puertorriqueña en 1955, unas de las primeras prioridades de Ricardo E. Alegría, cofundador junto a Ernesto Ramos Antonini y primer director ejecutivo, fue la adquisición del terreno en donde estaba enclavado el complejo de plazas de Caguana. Luego de la adquisición, Alegría inició el proceso de reexcavación para la restauración del yacimiento. En este momento, el proyecto de excavación final reveló las plazas y elementos que luego serían el «Parque Nacional Indígena de Caguana». El proceso de recuperación incluyó la limpieza de los monolitos, y de sus grabados y la puesta en sitio de los mismos según el patrón original. Ricardo Alegría nombró como Directo del Centro Ceremonial a Walter Murray Chiesa. Murray conjuntamente con Héctor Moya, coleccionista, se dedicaron a levantar cada uno de los monolitos o piedras grabadas junto a las brigadas de Santos Pérez. Pérez trabajo para el I.C.P. por décadas cuidando este invaluable Centro junto a toda su familia. Existen fotografías originales de estas excavaciones y proceso pertenecientes a la familia Murray y a la Universidad del Turabo. Como parte Los elementos arqueológicos completos fueron respetados, los que presentaban falta de algunas piezas fueron restaurados y los que estaban muy dañados por causa del tiempo o vandalismo no fueron alterados. Esto último ocurrió mayormente en las calzadas y aceras que rodeaban algunas plazas.
El Servicio de Parques Nacionales ha colocado al Centro Ceremonial Indígena de Caguana en el Registro Nacional de Lugares Históricos en 1992, y se lo designó como un Hito Histórico Nacional en 1993.
Saber aprovechar el entorno ecológico ha permitido que el parque se haya convertido en un jardín botánico, al que los visitantes acuden y pueden conocer la flora nativa de Puerto Rico. Entre las muestras de flora se encuentran ceibas, ausubos, capás, tabonucos, palmas reales, cedros, marías y otros árboles característicos de la flora autóctona. Tony Rosario fue el Agrónomo encargado de la siembra de árboles. De estos, los indios y luego los campesinos procuraron su madera para varias industrias y sus frutos como complementos de su vida diaria. Entre estos árboles esta el de bija y achiote de donde los indios taínos obtenían el color negro y el rojo para su cuerpo.